# Nipawin
Nipawin är en ort i Kanada.   Den ligger i provinsen Saskatchewan, i den centrala delen av landet, 2 200 km väster om huvudstaden Ottawa. Nipawin ligger 361 meter över havet och antalet invånare är 3 994.
Terrängen runt Nipawin är platt. Trakten runt Nipawin är nära nog obefolkad, med mindre än två invånare per kvadratkilometer.. Det finns inga andra samhällen i närheten.
Trakten runt Nipawin består till största delen av jordbruksmark.